# Verbena racemosa
Verbena racemosa — вид рослин родини Вербенові (Verbenaceae), поширений у пн.-сх. Мексиці й у Техасі — США. Є підстави для включення виду до Glandularia quadrangulata.

## Опис
Однорічна рослина 35—80 см. Віночки білі, іноді мають блакитні відтінки; трубки віночка 6—7.5 мм, кінцівки (5.5)6—9 мм у діаметрі.

## Поширення
Поширений у пн.-сх. Мексиці й у Техасі — США.